# .cl
.cl은 칠레의 인터넷 국가 코드 최상위 도메인이다. 칠레 대학교에 의해 관리된다. 최상위 도메인 아래의 2차 도메인 등록은 누구나 가능하지만 외국에 거주하는 사람들은 칠레 국가 인증 번호와 더불어 연락처를 요구 받는다.
강세 문자 (á, é, í, ó, ú), ñ, ü가 포함된 이름은 2005년부터 등록할 수 있다. (국제화 도메인을 참조하라)

## 같이 보기
- 국제화 도메인 네임